# Marie-Julie Gagnon
Marie-Julie Gagnon est une autrice, chroniqueuse et journaliste québécoise spécialisée dans le voyage.
Elle prend l'avion pour la première fois à 19 ans, au cours d'un voyage organisé au Portugal, avant de prendre goût à des voyages de découvertes moins coûteux[pertinence contestée]. Lors d'une pause professionnelle, elle enseigne l'anglais à Taïwan durant 10 mois. Elle réalise des reportages en Asie, en Afrique et en Amérique.
En 2009, elle participe à l'opération de communication montée pour représenter l'entreprise de vente en ligne Let's buy it autour du recrutement du « deuxième meilleur job au monde », copiant l'opération de communication sur le recrutement pour garder l'Île Hamilton en Australie.
Entre avril et mai 2010, elle est recrutée par une entreprise de communication et invitée par Atout France, agence de développement touristique, pour rejoindre durant 3 semaines en France 2 blogueuses, Gina Desjardins et Karine Charbonneau, afin de réaliser des reportages promotionnels.
Bien qu'elle collabore régulièrement avec les médias traditionnels, elle est considérée en 2011 comme un des rares journalistes vedette québécois sur twitter qui reste indépendante par Jean-Hugues Roy, alors nouveau professeur de l'École des médias de l'UQAM, spécialiste des nouveaux médias.
En 2016, elle devient collaboratrice du magazine hebdomadaire de voyage Azimut.
Elle consacre un livre aux meilleurs façons de voyager, où elle aborde le sujet des crédits carbone et leur crédibilité, elle s'y intéresse aussi au coût carbone des voyages, en examinant les carburants innovants, les vols à bas coût ou encore le train,.

## Publications
- Marie-Julie Gagnon, Voyager mieux : Est-ce vraiment possible?, Québec Amérique, 20 mars 2023, 144 p. (EAN 9782764446317)[9],[8],[10],[11]
- Marie-Julie Gagnon (dir.), Testé et approuvé 2 - Le Québec en plus de 100 nouvelles expériences extraordinaires, Parfum d'encre, avril 2023, 304 p. (ISBN 978-2-924-25183-6)[12]
- Marie-Julie Gagnon, Que reste-t-il de nos voyages ?, Éditions de l'Homme, 26 septembre 2019, 260 p. (ISBN 2761954122)
- Marie-Julie Gagnon (dir.), Testé et approuvé. Le Québec en plus de 100 expériences extraordinaires, Parfum d'encre, 2017, 263 p. (ISBN 978-2-924-25157-7)[13],[14]
- Ariane Arpin-Delorme et Marie-Julie Gagnon, Le voyage pour les filles qui ont peur de tout, Michel Lafon, 11 juin 2015, 304 p. (ISBN 978-2-749-92522-6)[15],[16]
- India Desjardins (dir.), Cherchez la femme, Québec Amérique, 2 décembre 2010, 240 p. (ISBN 978-2-764-40801-8)[17]
- Marie-Julie Gagnon, Embarquement immédiat, Stanké, 2004, 242 p. (ISBN 9-782760-409651)[18]